# مارينو ماريني (نحات)
مارينو ماريني (بالإيطالية: Marino Marini)‏ (و. 1901 – 1980 م) هو نحات، ورسام من إيطاليا، ومملكة إيطاليا، ولد في بستويا، شارك في Documenta 1 ‏، وII. documenta ‏، ومعرض دوكومنتا الثالث ‏، كان عضوًا في الأكاديمية الأمريكية للفنون والعلوم، توفي في فياريدجو، عن عمر يناهز 79 عاماً.

## جوائز
حصل على جوائز منها:

وسام الاستحقاق للفنون والعلوم

## روابط خارجية
- مارينو ماريني على موقع الموسوعة البريطانية (الإنجليزية)
- مارينو ماريني على موقع مونزينجر (الألمانية)